# Колючка

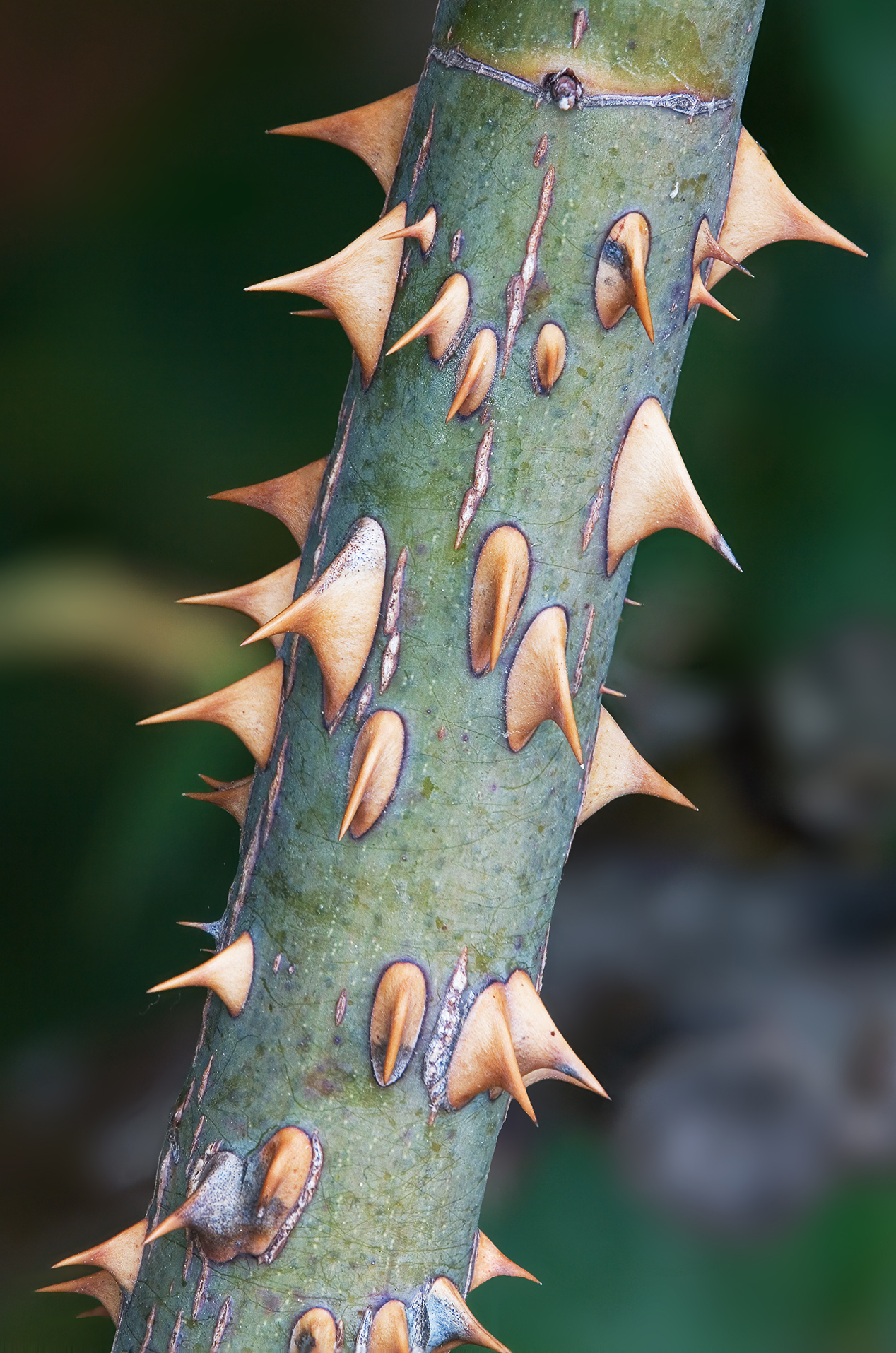
Колючки́ на стеблі́ троя́нди

Колючки́ у рослин — тверді, загострені на кінцях утвори, які є наслідком перетворення окремих органів або їхніх частин.
На колючки можуть перетворюватися пагони (у дикої груші, крушини, гледичії), цілі листки (у барбариса), прилистки (у робінії звичайної), середні жилки листків (у карагани) та інші частини рослин. Колючки у кактусів — модифіковані брунькові лусочки, що виростають з модифікована пазушних бруньок — ареол. В ареолах вони розміщені поодиноко чи групами, їхня функція — конденсація води з повітря, захист від сонячних опіків та поїдання тваринами, сприяння поширенню плодів  є нектарні колючки, що виділяють солодкий сік. Одним з різновидів колючок кактусів є глохідії — одноклітинні волоски, дуже гострі і жорсткі.